# Piteå landsdistrikt
Piteå landsdistrikt är ett distrikt i Piteå kommun och Norrbottens län. Distriktet ligger omkring Piteå i södra Norrbotten.

## Tidigare administrativ tillhörighet
Distriktet inrättades 2016 och utgörs av en del av området som Piteå stad omfattade till 1971, delen som före 1967 utgjorde Piteå socken.
Området motsvarar den omfattning Piteå landsförsamling hade 1999/2000.

## Tätorter och småorter
I Piteå landsdistrikt finns fem tätorter och fjorton småorter.

### Tätorter
- Böle
- Lillpite
- Piteå (del av)
- Roknäs
- Svensbyn

### Småorter
- Arnemark
- Bölebyn
- Edet
- Fagerudden (del av)
- Hultbacken
- Kvarnbäcken
- Långträsk
- Näsudden och Berget
- Pite havsbad
- Pålberget
- Sikfors
- Vitsand (del av)
- Västra Liden och Östra Liden
- Ön